# Santo Amaro (Velas)
Santo Amaro es una freguesia portuguesa perteneciente al municipio de Velas, situado en la isla de São Jorge, Región Autónoma de Azores. Posee un área de 21,23 km² y una población total de 902 habitantes (2001). La densidad poblacional asciende a 42,5 hab/km².
En esta freguesia se encuentra el aeropuerto de São Jorge, que conecta la isla con otras del archipiélago de las Azores.
- Datos: Q2451546
- Multimedia: Santo Amaro (Velas) / Q2451546

1. ↑  Worldpostalcodes.org,código postal n.º 9800-525.